# ルックバック
『ルックバック』は、藤本タツキによる日本の漫画。『少年ジャンプ+』（集英社）において、2021年7月19日に公開された。全143ページからなる長編読み切りである。小学4年生の藤野と、同校に在籍する不登校の京本の、漫画を描く女子2人の人生が描かれる。
2024年6月28日に劇場アニメ映画版が公開された。

## あらすじ

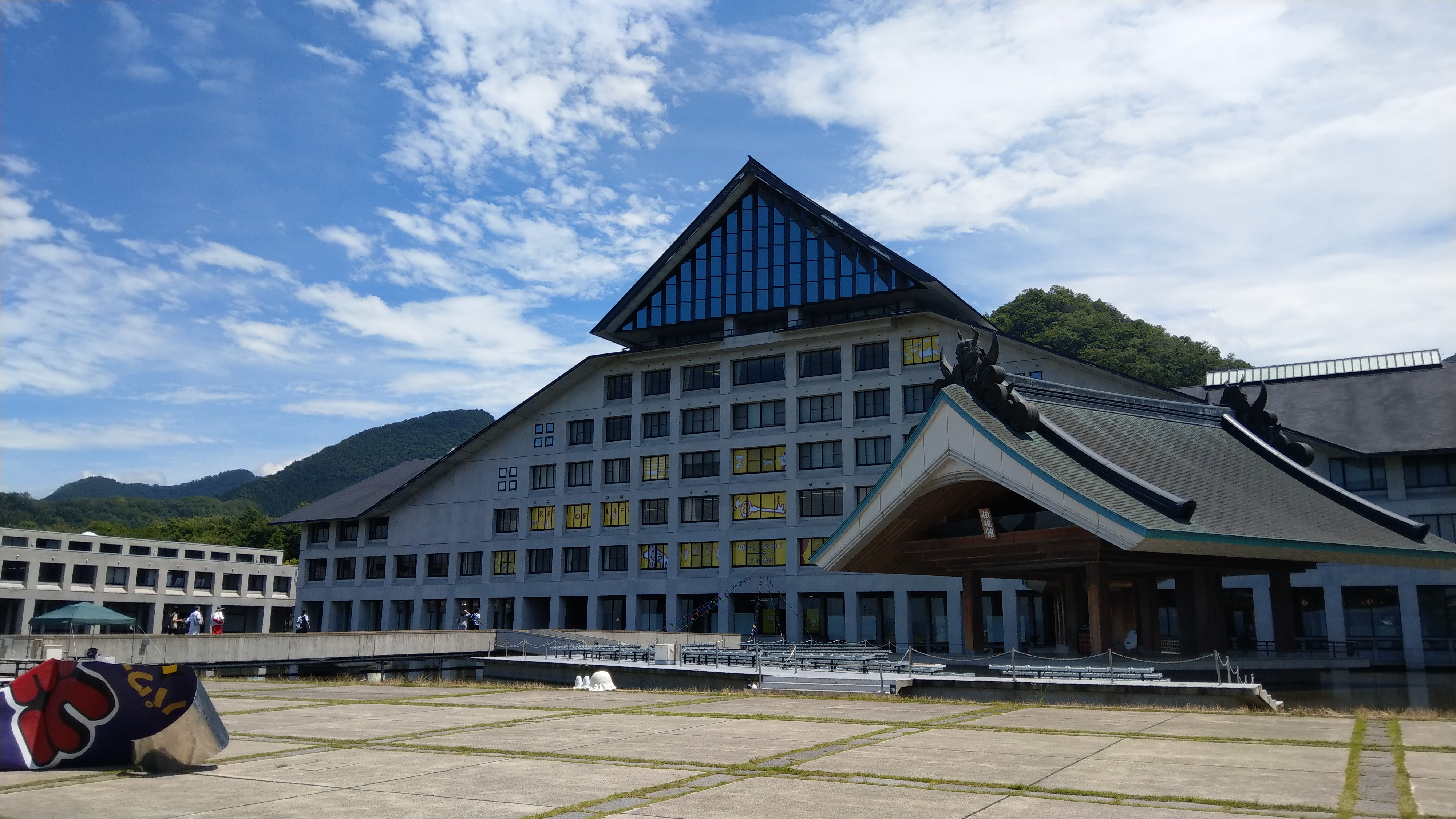
美術大学のモデルとなった東北芸術工科大学

序盤
小学4年生の藤野は学年新聞で4コマ漫画を毎週連載し、同級生や家族から絶賛されていた。ある日、教師から京本の漫画を掲載したいため、藤野の連載している内の1枠を譲って欲しいと告げられる。
藤野は不登校児である京本を見下していたが、京本の画力は高く、掲載された京本の漫画は周囲の児童からも称賛され比べて藤野の絵は普通だと掌を返すような反応をされる。
藤野は屈辱を覚えながら絵の本格的な練習を開始し、友人・家族関係にも軋轢を生みながらも努力を重ねていく。だが、そうした研鑽の果てにも京本の画力には届かず、3年生の時から続けた連載を6年生の途中で辞めて、とうとうペンを折ることになる。
中盤
小学校の卒業式の日になり、教師から京本に卒業証書を届けるよう頼まれた藤野は、この日初めて彼女と対面し、藤野のファンだと告げられる。再び漫画を描き始めた藤野は京本に漫画のネームを読んでもらうようになり、やがて京本が作画に加わり、2人は藤野キョウというペンネームで漫画賞の受賞を目指した漫画の創作を始める。
13歳で応募した作品が準入選となり、17歳までに7本の読み切りを掲載。アマチュアの漫画家として成功を収める2人であったが、高校卒業に際して2人の進路は分かれ、京本は山形市にある美術大学へ進学し、藤野は漫画雑誌での連載を開始してプロの漫画家になる。ここで両名のコンビは解消となる。
一人になった藤野は順調に連載を続け、藤野の漫画は既刊11巻でアニメ化するまでになる。そんな藤野にとあるニュースが飛び込んでくる。
終盤
2016年1月10日、美術大学に精神的に不安定となった不審者が侵入して12人の学生を殺害する。京本はその最初の犠牲者であった。藤野は京本の死の原因が、外の世界に彼女を導いた自分自身ではないかと苦悩する。
この事件をきっかけに、物語は2つに枝分かれする。1つは「京本が死亡した本来の世界」、そしてもう1つは「『小学生時代に漫画をやめた藤野が、藤野と出会わずに不登校を脱して美術大学へ進学した京本を凶行から救う。そして、また漫画を描き始める』という存在したかもしれない世界」である。
別の過程で再会を果たした2人が描かれた後、視点は元の世界の藤野に戻り、彼女が漫画を描いている後ろ姿を映して物語は幕を下ろす。

## 舞台
藤本の出身地である秋田県にかほ市が主な舞台となっており、同市内に実在する店舗なども作品内にて登場している。また、山形県山形市の私立大学で藤本の出身校でもある東北芸術工科大学も登場している。舞台のモデルについては作中で言明されていなかったが、劇場アニメ版が制作される際に、監督である押山が上述の舞台地を公言している。

## 展開
日本時間の2021年7月19日から『少年ジャンプ+』で配信。配信開始から30分でTwitter上のトレンド2位に上った。同日の午前10時過ぎにはトレンド1位となり、関連するワードもトレンドを独占した。閲覧数は一晩で120万を超え、24時間で250万を突破し、2日弱で400万に到達した。7月30日には既に閲覧数500万を超えている。
同年9月3日に単行本化された。

## 評価
ウェブメディア『リアルサウンド』では、反復構造に意味を仕込む手法や、時代性の高い作風、メッセージ性、作者自身の漫画愛が高く評価された。同メディアの成馬零一は「レイアウトとコマ運びこそが藤本タツキ作品の最大の魅力」「極論を言うなら、2コマあれば世界の本質を表現できてしまう漫画家」と評した。
また成馬は、2019年7月18日の京都アニメーション放火殺人事件や2007年1月15日の京都精華大学生通り魔殺人事件をモチーフにしているとも指摘し、京本ではなく藤野が被害を受けた可能性や、あるいは2人が加害者の立場に立った可能性を仄めかし、「漫画でしか描けない現実」を紡ぎ出していると賞賛した。
2021年12月9日、宝島社発行のムック『このマンガがすごい!2022』において、本作がオトコ編1位に選出され、同誌に描き下ろしイラストが掲載された。同ランキングでは前年にも藤本タツキ作品である『チェンソーマン』がオトコ編1位を獲得しており、オトコ編における同一作者の2年連続受賞は今回が初めてとなった。
本作には、漫画家や漫画関係者が多く反応した。漫画家では渡辺潤が本作と藤本を絶賛し、大童澄瞳も今後の抱負を決意した。浅野いにおも反応を見せた。劇中の舞台でもある東北芸術工科大学も反応を示した。その他、本作に言及した著名人を下記に挙げる。
- 手塚るみ子（手塚プロダクション取締役）[11]
- けんすう（アル株式会社代表取締役）[11]
- 上田慎一郎（映画監督）[11]
- 古賀隼斗（ミュージシャン、ロックバンド「KANA-BOON」のギター担当）[11]
- 野田クリスタル（マヂカルラブリー、お笑い芸人）[11]
- ファーストサマーウイカ（タレント、歌手）
- 最果タヒ（詩人・小説家）[20]
- 犬山紙子（随筆家）[20]
- 岩井勇気（ハライチ、お笑い芸人）

2023年5月9日に発表された「楽天Kobo電子書籍Award 2023」一巻完結！読み切りコミック部門にて、第1位を獲得。

## オマージュを始めとした作品表現について

### 既存作品からのオマージュ
本作については、多くの読者から「既存作品からのオマージュではないか？」と指摘されている作品が存在している。
ライターの小林白菜は、2ページ目の"Don't"と最終ページの文字およびタイトルを組み合わせるとオアシスの「ドント・ルック・バック・イン・アンガー」のタイトルになること、また最終ページには映画『ワンス・アポン・ア・タイム・イン・ハリウッド』のブルーレイ版のパッケージに似たものが描かれていることを指摘している。
編集者の天野龍太郎も『ワンス・アポン・ア・タイム・イン・ハリウッド』が描かれていることに同意し、また映画が1969年のシャロン・テート殺害事件を未然に防ぐストーリーであることにも触れ、『ルックバック』の全体的なストーリーと共通しているとも述べた。
天野はこの他にも、藤野が雨に打たれながら喜んでいる場面を『雨に唄えば』や『ショーシャンクの空に』や『台風クラブ』、パラレルワールドが描写されている点を『ラ・ラ・ランド』、漫画が藤野と京本の未来に大きく影響している点を『バタフライ・エフェクト』、事件発生後の藤野と事件発生前の京本がドアの隙間をすり抜けた4コマ漫画を介して繋がっている描写を『インターステラー』との共通点として挙げている。
また、映画作品の他に、小学校の同級生同士で漫画を描く展開や友人が亡くなりパラレルワールドが描写されている点、海辺で構図を探す場面などから、2021年に放送された日本のドラマ『大豆田とわ子と三人の元夫』との共通点も挙げられている。

### モチーフとなったと思われる事件
成馬零一は本作における美術大学襲撃が、2019年の「京都アニメーション放火殺人事件」と2007年の「京都精華大学生通り魔殺人事件」がモチーフになっていると指摘している。前者の事件発生の日付（2019年7月18日）は、本作公開の前日（2021年7月19日）であり、後者の日付は京本の命日に近い。

### 犯人の表現を巡って
一部メディアによれば、京本を襲った犯人の描写については、統合失調症をはじめとする精神障害のステレオタイプに見える点、また京都アニメーション放火殺人事件を連想させ事件関係者への配慮が欠けている点が一部の読者から指摘されていたとされている。
精神科医の斎藤環は本作を「類まれな傑作」と高く評価した一方で、精神障害を抱えた犯罪者の「意思疎通が不可能な狂人」としての描写は読者に誤った認識を定着させてしまうと懸念した。
2021年8月2日、『少年ジャンプ+』編集部は、本作に不適切なシーンとして読者から指摘があったため表現を修正したと発表した。修正が行われたのは犯人の台詞や報道のテキストで、患者への差別を助長しないための措置であった。

## 書誌情報
- 藤本タツキ『ルックバック』集英社〈ジャンプ・コミックス〉、2021年9月3日発売[28][29]、ISBN 978-4-08-882782-7

## 劇場アニメ
2024年2月14日に劇場アニメ化が発表され、同年6月28日より公開された。また、同年9月13日からDolby Atmos（全国28館）とDolby Cinema（全国10館）での上映も実施された。監督・脚本・キャラクターデザインは押山清高、アニメーション制作はスタジオドリアン。なお、本作は映画鑑賞料金の割引が適用されないODS作品となる。
Amazon.com傘下の映画スタジオであるAmazon MGMスタジオが日本のアニメ製作委員会に初参加している。2024年11月8日、同社傘下の定額制動画配信サービスであるAmazon Prime Videoにて世界独占配信が開始された。

### 声の出演
- 藤野：河合優実[37]
- 京本：吉田美月喜[37]

### スタッフ
- 原作：藤本タツキ『ルックバック』（集英社ジャンプコミックス刊）
- 監督・脚本・キャラクターデザイン：押山清高
- 音楽：haruka nakamura[38]
- 主題歌：urara「Light song」by haruka nakamura[39]
- 美術監督：さめしまきよし[38]
- 美術監督補佐：針﨑義士、大森崇[38]
- 色彩設計：楠本麻耶[38]
- 撮影監督：出水田和人[38]
- 編集：廣瀬清志[38]
- 音響監督：木村絵理子[38]
- 配給：エイベックス・ピクチャーズ[38]
- アニメーション制作：スタジオドリアン
- 製作：「ルックバック」製作委員会（エイベックス・ピクチャーズ、集英社、スタジオドリアン、Amazon MGM Studios）

### 受賞・ノミネート
| 賞                                 | 部門                                | 対象 | 結果       | 出典   |
| ---------------------------------- | ----------------------------------- | --- | ---------- | ------ |
| 第48回日本アカデミー賞             | 最優秀アニメーション作品賞          | ルックバック                                                                                                  | 受賞       | [ 40 ] |
| 第48回日本アカデミー賞             | 優秀アニメーション作品賞            | ルックバック                                                                                                  | 受賞       | [ 41 ] |
| 第48回日本アカデミー賞             | クリエイティブ貢献賞                | 「ルックバック」原動画スタッフ （押山清高・井上俊之・下司祐也・新沼拓也・北田勝彦・小原秀一・タサン・秦綾子） | 受賞       | [ 42 ] |
| 東京アニメアワード2025             | 作品賞(劇場映画部門)                | ルックバック                                                                                                  | 受賞       | [ 43 ] |
| 東京アニメアワード2025             | 個人賞(監督・演出部門)              | 押山清高 | 受賞       | [ 43 ] |
| 第16回TAMA映画賞                   | 特別賞                              | 押山清高監督、及びスタッフ・キャスト一同                                                                      | 受賞       | [ 44 ] |
| 第49回報知映画賞                   | 作品賞・アニメ部門                  | ルックバック                                                                                                  | 受賞       | [ 45 ] |
| Filmarks Awards 2024               | アニメーション映画部門 最優秀賞     | ルックバック                                                                                                  | 受賞       | [ 46 ] |
| 第3回新潟国際アニメーション映画祭  | 蕗谷虹児賞                          | 押山清高（作画） 井上俊之（作画） 木村絵里子（音響監督）                                                      | 受賞       | [ 47 ] |
| 第3回新潟国際アニメーション映画祭  | 長編コンペティション部門 グランプリ | ルックバック                                                                                                  | 受賞       | [ 48 ] |
| 第98回キネマ旬報ベスト・テン       | 日本映画ベスト・テン                | ルックバック                                                                                                  | 7位        |        |
| 第98回キネマ旬報ベスト・テン       | 読者選出日本映画ベスト・テン        | ルックバック                                                                                                  | 8位        |        |
| 第52回アニー賞                     | 長編インディペンデント作品賞        | ルックバック                                                                                                  | ノミネート | [ 49 ] |
| 第44回藤本賞                       | 特別賞                              | 押山清高監督、大山良プロデューサー                                                                            | 受賞       | [ 50 ] |
| 芸術選奨新人賞                     | メディア芸術部門                    | 押山清高 | 受賞       | [ 51 ] |
| 第34回日本映画批評家大賞           | アニメーション作品賞                | ルックバック                                                                                                  | 受賞       | [ 52 ] |
| クランチロール・アニメアワード     | フィルム・オブ・ザ・イヤー          | ルックバック                                                                                                  | 受賞       | [ 53 ] |
| クランチロール・アニメアワード     | 最優秀声優賞（イタリア語）          | イラリア・ペリコーネ                                                                                          | 受賞       | [ 54 ] |
| クランチロール・アニメアワード     | 最優秀作曲賞                        | haruka nakamura                                                                                               | ノミネート | [ 55 ] |
| ブルーリボン賞                     | 作品賞                              | ルックバック                                                                                                  | ノミネート | [ 56 ] |
| 声優アワード                       | 特別賞                              | ルックバック                                                                                                  | 受賞       | [ 57 ] |
| 日刊スポーツ映画大賞・石原裕次郎賞 | 作品賞                              | ルックバック                                                                                                  | ノミネート | [ 58 ] |
| 日刊スポーツ映画大賞・石原裕次郎賞 | 主演女優賞                          | 河合優実 | ノミネート | [ 58 ] |